# Carl-Friedrich Zimpel

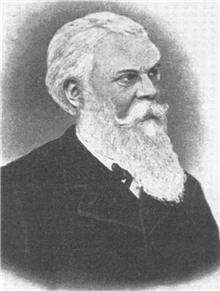
Carl-Friedrich Zimpel

Carl-Friedrich Zimpel (* 11. Dezember 1801 in Sprottau, Niederschlesien; † 26. Juni 1879 in Pozzuoli, Kampanien), der oft auch den Namen Charles Frederick/Franz Zimpel verwendete, war ein schlesischer Eisenbahningenieur und Esoteriker, der später durch religiöse Erweckungsschriften auf sich aufmerksam machte. In seiner zweiten Lebenshälfte beschäftigte er sich außerdem stark mit homöopathischen und alternativ-medizinischen Heilmethoden, wobei er besonders durch die Entwicklung des Zimpelschen Heilssystems der Spagyrik bekannt wurde. Er war auch ein Anhänger von John Wroe, Stifter der Christian Israelite Church, den Zimpel persönlich kennengelernt haben will.

## Biographie
Zimpel wurde zunächst Offizier, als er mit 17 Jahren in die preußische Armee eintrat und dort für zehn Jahre diente; er brachte es bis zum Rang eines „Landwehr-Seconde-Lieutenants“. In dieser Zeit veröffentlichte er 1828 auch sein erstes Buch, nämlich ein Handbuch für Offiziere betreffs der Führung einer Infanteriekompanie, das später von Gustav von Griesheim überarbeitet und neu herausgegeben wurde.

### Aufenthalt in den Vereinigten Staaten (1829–1837)
Im Jahr 1829 wanderte Zimpel in die Vereinigten Staaten aus. Später hat man berichtet, Zimpel habe erwartet, durch die Veröffentlichung seines militärischen Handbuchs eine Beförderung zu erreichen, was aber nicht erfolgte, so dass er beschloss, „in Amerika sein Heil mit einer kleinen Erbschaft zu versuchen“. In den USA nahm Zimpel den Vornamen „Charles Francis“ an und erhielt schließlich auch die US-amerikanische Staatsbürgerschaft.

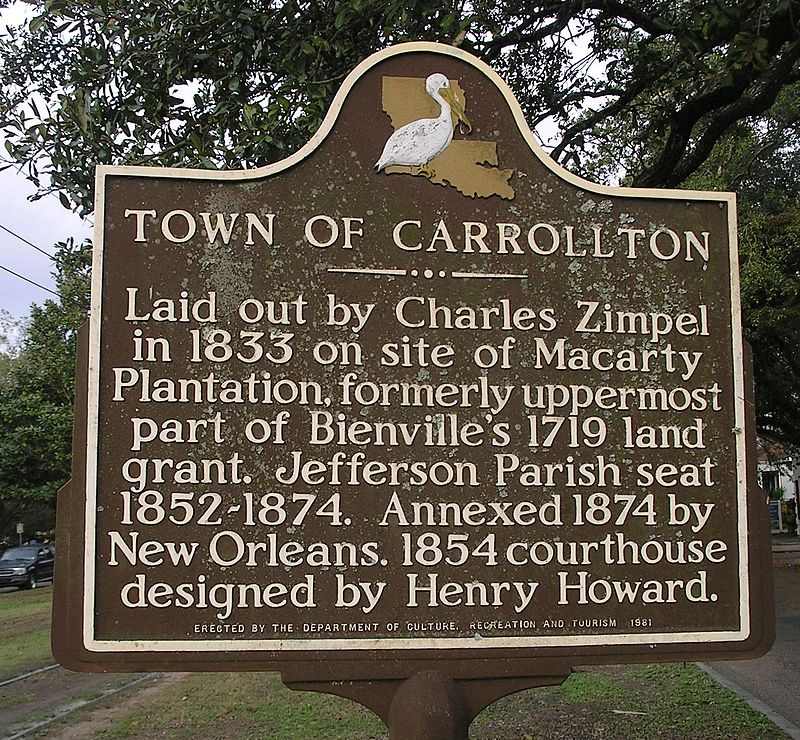
Historical Marker Carrollton (New Orleans), mit der Erwähnung Zimpels

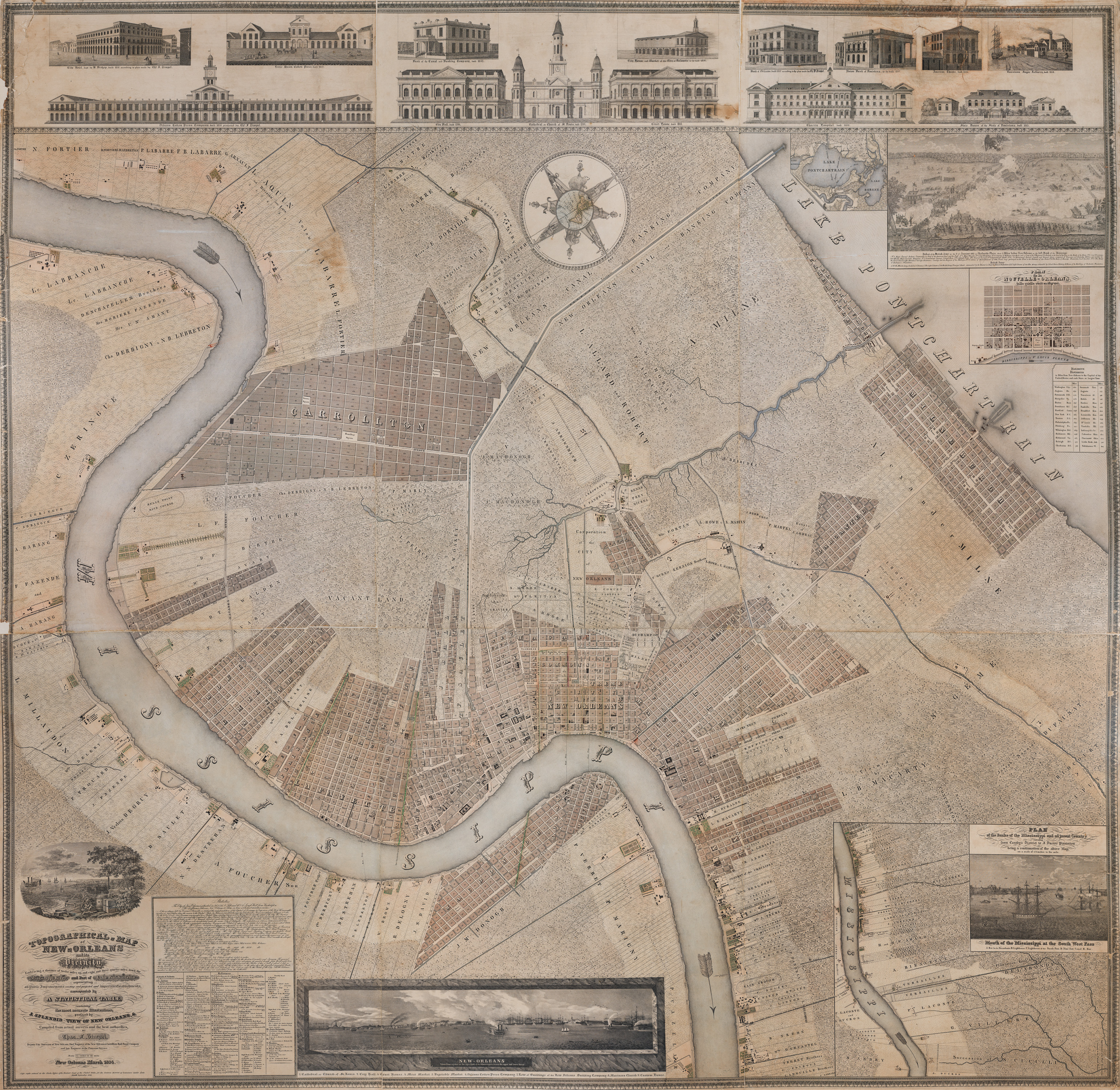
Topographische Karte von New Orleans, Ch. F. Zimpel (1834)

Für acht Jahre war er in den USA als Eisenbahningenieur, Kartograph und Bauarchitekt tätig, insbesondere im Staat Louisiana, wo er mehrere Bauten in New Orleans entwarf und am Bau der New Orleans and Carrollton Railroad teilnahm, und zwar als Projektor (Streckenplaner) und Ingenieur. In den Jahren 1832–33 war er an der Gründung von Carrollton beteiligt, wo er auch als „deputy city surveyor“ tätig war. Der Ort Carrollton (heute ein Stadtteil von New Orleans) wurde nach William Carroll benannt und 1833 auf dem Grund einer ehemaligen Zuckerrohrplantage angelegt, weil die Erben kein Interesse an der Fortführung des Betriebs hatten; sie beauftragten deshalb Zimpel, das Land zu vermessen und in verkaufbare Parzellen aufzuteilen.
1834 erstellte Zimpel eine topographische Karte von New Orleans und Umgebung (Topographical Map of New Orleans and Its Vicinity), die er in Preußen herstellen ließ und die in New Orleans veröffentlicht wurde. Während seines Aufenthalts in New Orleans arbeitete er auch als Architekt und entwarf das City Hotel, die Banks' Arcade und die Orleans Cotton Press.
Im Historical District Carrollton (New Orleans) erinnert noch heute eine Zimpel Street an den schlesischen Ingenieur; in dieser Straße wurde bereits 1849 die erste German Protestant Church errichtet. Unterstützt wurde Zimpel bei seinen Surveys im Gebiet von New Orleans von einem vermutlich deutschstämmigen Assistenten namens William Mithof, der sich einige Jahre später in Carrollton niederließ.

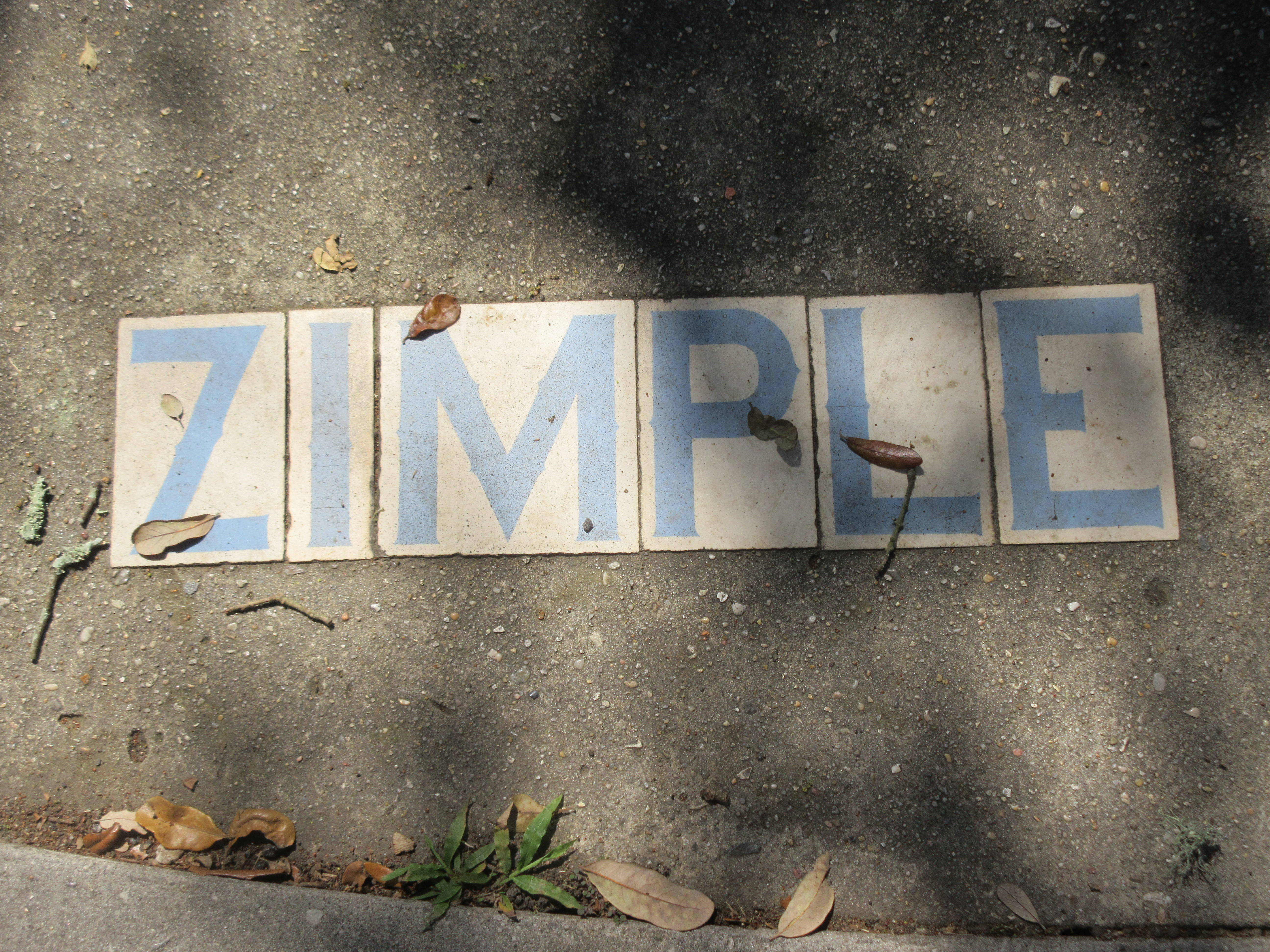
Moderner Street Marker mit falsch geschriebenem Namen von Zimpel in Old Carrollton, New Orleans (20. März 2019)

Nach der Anlage von Carrollton war Zimpel für zwei Jahre am Bau der New Orleans & Carrollton Railroad beteiligt. Er war jedoch schon länger mit dem Eisenbahnbau beschäftigt, denn schon im Oktober 1831 ließ er sich einen Entwurf für einen Eisenbahnwagen, der auf einer einzigen Schiene läuft, patentieren, was darauf hindeutet, dass er von Anfang an in ausgeprägtem Maß finanzielle Interessen verfolgte. Im Rahmen seiner Eisenbahnbau- und Projektierungstätigkeit machte Zimpel Erfahrungen mit Gelbfieber, das unter den Arbeitern in den Sümpfen Louisianas und im weiten Tal des Mississippi grassierte; diese Erfahrungen bildeten die Grundlage seiner späteren Dissertation, die er 1849 der medizinischen Fakultät in Jena vorlegte (siehe weiter unten).
Über seine weiteren Aktivitäten bis 1837, als er nach Deutschland zurückkehrte, ist nur wenig bekannt. Zimpel selbst gab später an, er habe in seiner Zeit in den USA das gesamte Land „von Canada bis an Texas“ kennengelernt, doch mag das stark übertrieben sein (weil Zimpel zeitlebens flunkerte, was seine Reisen betraf). Belegt ist jedoch, dass er in Louisiana an Spekulationskäufen von Land beteiligt war, u. a. im Gebiet der Orte „Dublin“ und „Germantown“. Wie aus einem Brief Zimpels hervorgeht, war Germantown von ihm zunächst als Name für das gerade entstehende Carrollton vorgesehen gewesen, es handelte sich also nicht um die im Norden Louisianas, bei Minden, gelegene deutsche Kolonie gleichen Namens, die ebenfalls in den 1830er Jahren gegründet wurde. Außerdem verkaufte Zimpel Teilhaben an Landbesitz gegen Versprechungen, die sich dann aber nicht erfüllten. Es kam deshalb ab 1840 (als Zimpel bereits die USA verlassen hatte) zu mehreren Prozessen gegen ihn und seine Geschäftspartner; die Details sind in den Prozessberichten des Obersten Gerichtshofs von Louisiana (Supreme Court of the State of Louisiana) nachzulesen. Ob die Probleme bei Zimpels Landspekulationen, bei welchen seine Rolle und sein Geschäftsgebaren als zwielichtig erscheinen, ein Grund für seine Rückkehr aus den USA nach Europa waren, ist nicht erwiesen, aber durchaus möglich.

### Tätigkeit als Eisenbahningenieur in Europa (1838–1846)
Zimpel selbst schrieb, dass er während seiner Rückreise mehrere Monate in England verbrachte, „um die dort gebräuchlichen, mir bis dahin nur durch Mittheilungen bekannt gewordenen Principien dieses Zweiges der Ingenieur-Wissenschaft genauer kennen zu lernen“, wobei er sich auf die Konstruktion und Ausführung von Eisenbahnen bezog. In den folgenden Jahren war er weiterhin als Eisenbahn-Ingenieur tätig, und seine Aktivitäten als Projektor (Streckenplaner) und Bauleiter für mehrere Eisenbahnlinien im mittel- und südosteuropäischen Raum sind recht gut belegt; sie sollten ihn über fast ein Jahrzehnt bis in die zweite Hälfte der 1840er Jahre beschäftigen.
Im Frühjahr 1838 traf er als Projektor der für den Bau ausgeschriebenen Eisenbahnen von Budapest nach Preßburg und von Ofen nach Raab in Budapest ein. Die Wiener Zeitung, die darüber Mitteilung macht, nennt ihn den „in Nordamerika rühmlichst bekannten Ingenieur“, während er in anderen Berichten der Zeit als „amerikanischer Eisenbahn-Ober-Ingenieur“ vorgestellt wird – Zimpel selbst bezeichnete sich als „Chief-Engineer“. Noch im selben Jahr veröffentlichte er in Österreich eine Karte der geplanten ungarischen Eisenbahnen, und zwar „dargestellt nach den verschiedenen Stadien der im Jahre 1838 durch den amerikanischen Eisenbahn-Ingenieur Ch. F. Zimpel gepflogenen Vorerhebungen“. Im Sommer 1839 war Zimpel in der Wiener Vorstadt, Landstraße, Nr. 40, gemeldet, und man kann annehmen, dass er noch mit der Projektierung von Bahnstrecken in Ungarn beschäftigt war, denn im Juni legte er der königlichen Statthalterei einen Entwurf des geplanten Eisenbahnnetzes und einen ausführlichen Plan der Strecke Waitzen–Pest vor. Zudem ließ er in Budapest bei einem örtlichen Tischler Holzmodelle nordamerikanischer Eisenbahnbrücken herstellen, die dort auch öffentlich gezeigt wurden. Allerdings kam der Bau der ungarischen Bahnstrecken zunächst nicht voran, und Zimpel wandte sich ab 1840 anderen Projekten zu.
Als im Juli 1840 die Projektierung der Eisenbahnlinie von Frankfurt/Oder nach Glogau in Niederschlesien beschlossen wurde, beauftragte man den „Oberingenieur“ Zimpel mit dieser Aufgabe. Dieser übernahm am 17. August „gegen eine kontraktmäßige Vergütigung von tausend und resp. vierhundert Reichsthalern Entschädigungskosten“ die Projektierung, und zwar für die gesamte, längere Linie von Frankfurt/Oder nach Breslau, die als „Niederschlesisch-Märkische Eisenbahn“ in die Bahngeschichte einging. Im folgenden Jahr arbeitete er immer noch an der Projektierung dieser Linie, und am 31. Mai 1841 gab er in Berlin einen „Bericht nebst vollständigem Kostenanschlag zu der von Frankfurt nach Breslau projectirten Eisenbahn“. Ein Jahr später, 1842, legte er auch lithographierte Profil-Pläne der Berlin–Frankfurter Eisenbahn (Berlin: Schropp u. Comp.) vor. Allerdings wurde Zimpels für den niederschlesischen Abschnitt projektierte Streckenführung am Ende nicht übernommen, als der Bau zwei Jahre später endlich begann.

In den Jahren 1844 und 1845 finden wir Zimpel wieder in Österreich, wo er als „technischer Eisenbahn-Director“ auftrat. Im August 1844 hielt er sich wieder in Budapest auf, da ihm nun der Bau der „ungarischen Central-Eisenbahn“ übertragen worden ist, eine Linie mit den beiden Endpunkten Preßburg und Debreczin. Zimpel war damit, wie es scheint, für ein weiteres Jahr beschäftigt, und 1845 ist er verschiedentlich im österreichischen Kaiserreich unterwegs, u. a. in Mähren. Doch stand auch diese Tätigkeit Zimpels unter keinem guten Stern, und der Bau der ungarischen Central-Bahn kam nicht wie erwartet voran. Außerdem wurde bald ein handfester Skandal öffentlich, der sich 1845 zugetragen hatte und an dem nicht nur Zimpel, sondern auch die beiden Ingenieure Anton Vaisz und August Wilhelm Beyse beteiligt waren. Vaisz war bereits im Januar 1845 als der Aufgabe nicht gewachsen („unwürdig“) entlassen worden, und sowohl die Kosten als auch die Durchführbarkeit der projektierten ungarischen Bahnlinie standen in der Kritik. Beyse wurde im November 1845 wegen Geldverschwendung und mangelhafter Bauaufsicht suspendiert, doch soll dabei auch die ursprüngliche Projektierung der Linie durch Zimpel eine Rolle gespielt haben, denn
„Herrn Zimpels ganzes Project, Alignement, Längenprofil, Stationspläne etc. wurde so unbrauchbar befunden, daß Herr Beyse sich oft unter andern bei Gelegenheit der Expropriation im Pester Comitat äußerte: wie er fest überzeugt sei, Herr Zimpel selbst habe nie im Sinne gehabt, nach diesem Projecte zu bauen, und nur deshalb eine so widersinnige Trace in Antrag gebracht, um durch deren Verlegung bei der Ausführung, Ersparnisse gegen den Anschlag ausweisen zu können.“
Beyse gab außerdem an, er habe von Zimpel gegen eine Zahlung die Direktion der Ungarischen Central-Bahn übernommen. Ausgleichs- und Entschädigungszahlungen standen noch aus, und Zimpel verklagte Beyse in Budapest auf die Zahlung von 2.000 Gulden und, wie Beyse beklagte, „auf mein ganzes Mobiliar, Honorar usw.“: Zimpels Anteil an den Verwicklungen ist schwer einzuschätzen, aber die Tatsache, dass zum wiederholten Mal eine seiner Streckenprojektierungen nicht ausgeführt wurde, spricht nicht zu seinen Gunsten. Sein hartes Vorgehen gegen Beyse wirft auch ein Schlaglicht auf seine Persönlichkeit, denn Zimpel war im Allgemeinen wenig zimperlich. In den Erinnerungen des Hydropathen („Wasserarztes“) Carl Gottlieb Munde wird eine Episode mitgeteilt, in deren Verlauf Munde ein Manuskript, das ihm Zimpel anvertraut hatte, weitergegeben hatte, woraufhin es jedoch verlorenging. Obwohl Munde alles tat, um den Verlust zu entschädigen, „wütete“ Zimpel in mehreren Briefen gegen ihn, in welchen „der Schreiber an Unhöflichkeit sich selbst übertraf“. Munde schreibt auch, dass Zimpel „durch seine Grobheiten den guten Eindruck, welchen er in mir hinterlassen, verwischt und mich aufgebracht hatte“.
1846 war Zimpel weiterhin „technischer Director“ der Niederschlesisch-Märkischen Eisenbahn in Frankfurt/Oder, doch scheint er in diesem Jahr seine aktive Tätigkeit als Eisenbahn-Projektor und -Ingenieur beendet zu haben. Noch vor der Jahresmitte brach er aus gesundheitlichen Gründen ins wärmere Klima Italiens auf. Seine Konstitution war zeitlebens schwächlich, und schon vor der Mitte der 1840er Jahre hatte er sich wiederholt in Kur begeben, u. a. in der Kaltwasser-Heilanstalt des Naturheilers und Hydropathen Vincenz Prießnitz.

### Auf Reisen (1846–1848)
Spätestens seit Anfang Juli 1846 hielt sich Zimpel in Palermo auf. Zwei in der Deutschen Allgemeinen Zeitung zitierte Korrespondenzen aus der sizilianischen Stadt berichten über seinen dortigen Aufenthalt:
„Hier befindet sich jetzt Hr. C. F. Zimpel, der, nachdem er während zehn Jahren in den Vereinigten Staaten das Eisenbahnwesen praktisch studirt hatte, auch in Deutschland mehren [sic!] dieser Anlagen, unter andern den Bahnarbeiten von Berlin nach Frankfurt a. d. O., vorgestanden hat. Man will wissen, er sei nach Rom berufen worden, um dort Vorschläge zu neuen Bahnen anzuhören und an Plänen und Projecten zu arbeiten. Andere aber wollen wissen, sein Aufenthalt hier stehe mit gewissen Ideen von Eisenbahnen in Sicilien in Verbindung; Letzteres aber ist ein großer Irrthum. Sicilien ist für Eisenbahnen noch nicht reif, und Hr. Zimpel wohnt draußen in dem herrlichen Belmonte, genießt die schöne Natur und pflegt die durch ununterbrochene anstrengende Arbeiten zurückgekommene Gesundheit.“ (Schreiben aus Palermo vom 5. Juli 1846)

„Der aus Schlesien gebürtige Bürger der amerikanischen Freistaaten Hr. Zimpel, der daselbst, in Berlin, Frankfurt a. d. O., Posen, Pesth und Fiume bei Eisenbahnbauten betheiligt gewesen, befindet sich jetzt hier. Man glaubt, daß vielleicht auch hier von Eisenbahnen die Rede sein dürfte, und spricht von einer solchen von hier nach Marsala; allein wenn man sieht, wie hier überall die steilen Berge sich unmittelbar aus dem Meere erheben und mit welchen Umwegen die Kunststraßen über die ganz Sicilien bedeckenden Berge geführt werden müssen, so findet diese Sage wenig Glauben.“ (Schreiben aus Palermo vom 28. Juli 1846)
Tatsächlich verfolgte Zimpel in Sizilien keine Eisenbahnprojekte mehr. Im Gegenteil, er führte weiterhin ein Reiseleben und brach schließlich in den Orient auf. Ob er zunächst Griechenland und vielleicht auch Kleinasien und Rhodos besuchte, ist möglich, aber nicht belegt; Zypern streifte er auf seinem Weg in die Levante. Wir wissen, dass er im August 1847 von Bord der englischen Fregatte HMS Spartan ging und das (damals syrische und zum Osmanischen Reich gehörige) as-Suwaydīya betrat, welches sich heute auf dem Territorium der Türkei befindet und den Namen Samandağ trägt; es handelte sich um den Hafen von Antakya, das nur wenige Kilometer landeinwärts liegt. Nach einem späteren Bericht von Engländern, mit denen Zimpel dort bekannt wurde, reiste er „aus gesundheitlichen Gründen“ (was travelling for his health). Zimpel reiste übrigens als amerikanischer Staatsbürger, der er ja war, und kam ansonsten weniger mit Engländern, sondern vor allem mit amerikanischen Missionaren und Diplomaten (etwa den örtlichen Vizekonsuln) in Kontakt.

Welche Orte Zimpel während seines Aufenthalts in der Levante besuchte, kann zum Teil aus seinen Mitteilungen rekonstruiert werden, die 1850 in der Zeitschrift Das Ausland veröffentlicht wurden (siehe Werkliste). Er bereiste den heutigen Libanon (mit Besuchen in Beirut und Baalbek), Damaskus und zahlreiche Orte im nordwestlichen Teil Syriens, insbesondere in der Gegend von Latakia und Tartus sowie Im Gebiet des Dschebel Ansariye, wo er Apameia und vor allem die große Kreuzfahrerburg in Ṣahyūn besichtigte; in seiner diesbezüglichen Korrespondenz feiert sich Zimpel, nicht ganz zu Recht, als „moderner Entdecker“ dieser seit dem Mittelalter angeblich vergessenen Burganlage. Palästina und Jerusalem, die für später für Zimpel so wichtige Bezugsorte werden sollten, betrat er während dieser ersten Orientreise, soweit bekannt, noch nicht. In einer späteren, auf den 14. April 1849 datierten Mitteilung spricht Zimpel über seine „vierjährigen Reisen im Orient“, was aber übertrieben ist, da er frühestens Ende 1846 im östlichen Mittelmeerraum eingetroffen sein kann und spätestens im Oktober 1848 schon wieder zurück in Deutschland war. Zudem behauptet Zimpel in dieser Mitteilung, in zahlreichen Ländern gewesen zu sein, denn er nennt Griechenland, die Türkei, Kleinasien, Syrien, Ägypten und Nubien – „in Letzterem zweimal bis zum 21–45° nördl. B[reitengrad]“! Außerdem macht er sehr ambitionierte Pläne für weitere Reisen bekannt, die er allerdings später – mit Ausnahme von Palästina – nicht verwirklichen sollte:
„Zur Vollendung meines über jene Länder herauszugebenden Werkes habe ich noch Cypern (zum zweiten Male), den mir noch fehlenden Theil von Palästina, dann Petra, Akaba, den Berg Sinai und die Landenge von Suez zu untersuchen, was mich wieder nach Cairo führt. Ich hoffe dann, den schon vor zwei Jahren entworfenen Plan zu einer Reise nach Persien und Ostindien für geographische, topographische, sowie naturwissenschaftliche Zwecke verwirklichen zu können. Einmal in Cairo angekommen, wird es am vortheilhaftesten seyn, mich vorerst über Aden nach Bombay zu wenden. Der nächste Richtpunkt würde dann Ceylon seyn, was ich theils zu Lande, theils durch Küstenfahrt zu erreichen suchen muss. Hier muss und wird es sich entscheiden, ob ich nach China oder Calcutta gehe. Im erstern Falle, was ich am meisten wünsche, würde ich den indischen Archipel, als Borneo oder Sumatra u.s.w., dann Singapor, und auf der Rückkehr von dort nach Calcutta, jedenfalls Mergui, zwischen dem 10. und 12 nördl. B[reitengrad], zwischen den andamanischen Inseln und dem Festlande von Malacca gelegen, sowie das obengenannte Festland selbst besuchen, und zwar Mergui deshalb, weil das englisch-ostindische Militär diesen Ort als Rekonvalescenzort zur Wiedererlangung seiner Gesundheit betrachtet. Die klimatischen Verhältnisse daselbst sollen überaus günstig seyn. Gelingt es mir, Calcutta zu erreichen, dann würde ich den Ganges hinauf gehen, die Himalaya-Region untersuchen und mich dann auf dem bestmöglichsten Wege, wahrscheinlich durch Afghanistan, nach Persien zu manöveriren suchen, von wo ich meinen offenen Weg über Constantinopel nach Rhodus finde.“
Diese Passage, die nichts weniger als eine halbe Weltreise konzipiert, gibt eine gute Vorstellung von der etwas blauäugigen, aber im Allgemeinen auch großsprecherischen Geisteshaltung Zimpels, die wir in seinen Schriften so oft finden. Belegt ist jedenfalls – abgesehen von den eigenen Aussagen Zimpels – nur, dass er 1847 einige Gegenden im Libanon und in Syrien besuchte, und nur über dortige Orte hat er später publiziert oder öffentliche Vorträge gehalten. Denkbar ist des Weiteren, dass er sich, auf seinem Rückweg aus Syrien oder vielleicht schon 1846, in Rhodos aufhielt. Das mag daraus erschlossen werden, dass er sich zwischen 1849 und 1852 in mehreren Schreiben und Veröffentlichungen als Arzt „aus Rhodos“ oder „in Rhodos“ bezeichnete. Diese Insel, schrieb Zimpel später, habe ihm klimatisch zugesagt, weshalb er sich „veranlasst sah, Rhodus wegen seiner geographischen Lage und seinem gewiss nur von wenigen Punkten unserer Erde übertroffenen ausserordentlich günstigen klimatischen Verhältnisse zu meinem einstweiligen Aufenthalt zu wählen.“
Zimpels Reisen durch Libanon und Syrien waren allerdings kaum geeignet, seinen Gesundheitszustand zu verbessern. Er berichtet von der allgegenwärtigen Seuchengefahr, dem häufigen Mangel an Trinkwasser, der Unzahl an Insekten, stundenlangen Ritten „in der brennenden Sonnenhitze“ und anderen Umständen, die kaum gesundheitsförderlich gewesen sein können. In der Tat stand es nach seiner Rückkehr nach Deutschland mit seiner Gesundheit weiterhin nicht zum Besten, und Zimpel begab sich im Winter 1848 zu Arthur Lutze nach Köthen, eine für sein weiteres Leben wegweisende Entscheidung.

### In Köthen und Promotion in Jena (1848–1850)
Im Winter 1848/49 ging Zimpel nach Köthen, um sich von Arthur Lutze, einer sehr schillernden Gestalt und damals als Wunderheiler sowohl verehrt wie auch heftig angefeindet, in die Homöopathie einführen zu lassen. Im Juli 1849 ist Zimpel dann erneut auf Reisen zwischen Prag und Wien, und es ist nicht genau bekannt, zu welchem Zeitpunkt er als Gasthörer einige medizinische Vorlesungen an der Universität Jena besuchte. Noch im selben Jahr gelang es ihm jedoch, von der medizinischen Fakultät in Jena zum Dr. med. promoviert zu werden, ohne freilich jemals an der Universität Jena immatrikuliert gewesen zu sein. Vermutlich hatte dabei Lutze seine Hand im Spiel, der selbst ein Jahr zuvor in Jena zum Doktor der Medizin promoviert worden war. Im Fall Zimpels erlaubte es eine Sondergenehmigung des Staatsministeriums der Jenaer medizinischen Fakultät, Zimpel mit einer 56-seitigen Arbeit über seine eigenen Erfahrungen mit Gelbfieber während seines früheren Aufenthalts in Louisiana zu promovieren. Aufgrund der ungewöhnlichen Umstände wurde Zimpel der Doktortitel allerdings unter Auflagen erteilt, insbesondere mit dem Verbot, in den deutschen Staaten als Arzt zu praktizieren, folglich besaß er auch keine Approbation als Arzt. Diese Auflage umging Zimpel in späteren Jahren, indem er die Rechte zur Herstellung seiner Heilmittel Friedrich Mauch überließ, einem Apotheker aus Göppingen, der die Mittel herstellte, bewarb und verkaufte. Seinen Promotionswunsch begründete Zimpel übrigens unter anderem damit, dass der akademische Titel „bei wissenschaftlichen Reisen in orientalische Länder“ von Vorteil sei – eine Erfahrung, die er gewiss während seines Aufenthalts in der Levante (und möglicherweise auf Rhodos) gemacht hatte.

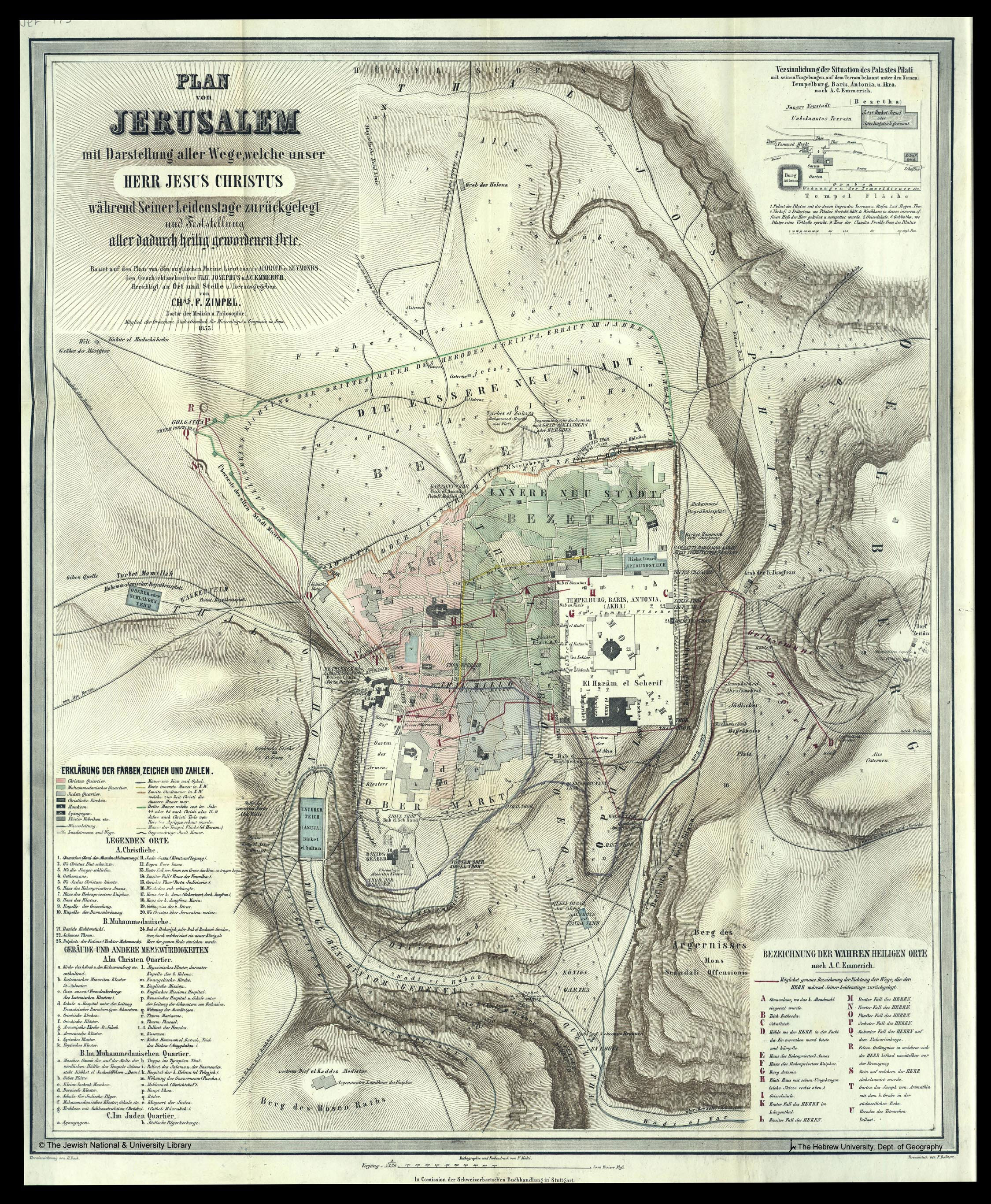
„Plan von Jerusalem mit Darstellung aller Wege, welche unser Herr Jesus Christus waehrend Seiner Leidenstage zurueckgelegt“, Charles F. Zimpel 1853

Zimpel starb am 26. Juni 1879 in einem Hotel in Pozzuoli (bei Neapel).

## Das „Zimpelsche Heilsystem“ der Spagyrik

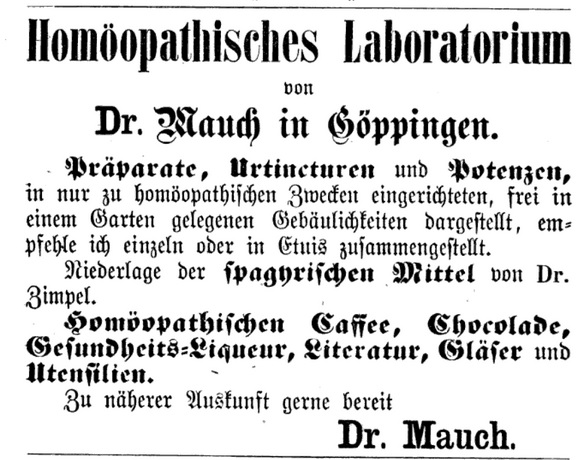
Anzeige von 1871, bewirbt die „spagyrischen Mittel von Dr Zimpel“

Zimpel galt als Anhänger der Homöopathie. Er war jedoch auf der Suche nach einem Universalmittel zur Heilung aller Krankheiten und zur Verlängerung des Lebens, das effektiver als die damalige Medizin oder Homöopathie sein sollte. Er knüpfte bei seinen Vorstellungen über seine Universalmittel an alte alchemistische Konzepte an. 1866 folgte eine Begegnung mit dem Italiener Graf Cesare Mattei, dessen Produkte er zu ergründen und kopieren versuchte. Über alchemistische Herstellungsverfahren entstanden nach Zimpel aus pflanzlicher Herkunft Extrakte, die Ausgangspunkt des Zimpelschen Spagyriksystems waren. Die heutigen Verfahren „spag. Zimpel“, wie sie im Homöopathischen Arzneibuch (HAB) dargestellt sind, gehen jedoch nicht auf Zimpel zurück. Im Gegensatz zu den überlieferten originalen Vorschriften handelt es sich dabei um Destillate, in denen das Aschensalz des Pressrückstands der verwendeten Pflanzen gelöst ist. Wirkstoffe, wie sie in den Produkten nach dem originalen Zimpel-Verfahren vorkommen, sind nicht mehr enthalten.
Weder für die originalen Zimpel-Präparate, noch für heutige Arzneimittel, die zwar nach anderen Verfahren hergestellt sind, aber irreführend mit dem Kürzel „spag. Zimpel.“ bezeichnet werden, konnten stichhaltige Wirkungsnachweise erbracht werden. Dennoch erfreuen sich diese Mittel alle einer gewissen Beliebtheit, die schon nach Zimpels Tode zur Entstehung eines dafür geschaffenen Pharmaunternehmens führte. Es war dies die Chemisch-Pharmazeutische Fabrik Müller Göppingen, aus der 1956 dann die heutige Homöopathika und Spagyrika herstellende Staufen-Pharma und die Schwesterfirma Müller Göppingen entstanden.
Von Zimpel sind etwa 40 Bücher zwischen 1828 und 1879 nachweisbar, etwa die Hälfte davon ist theologischen Inhalts.

## Werke

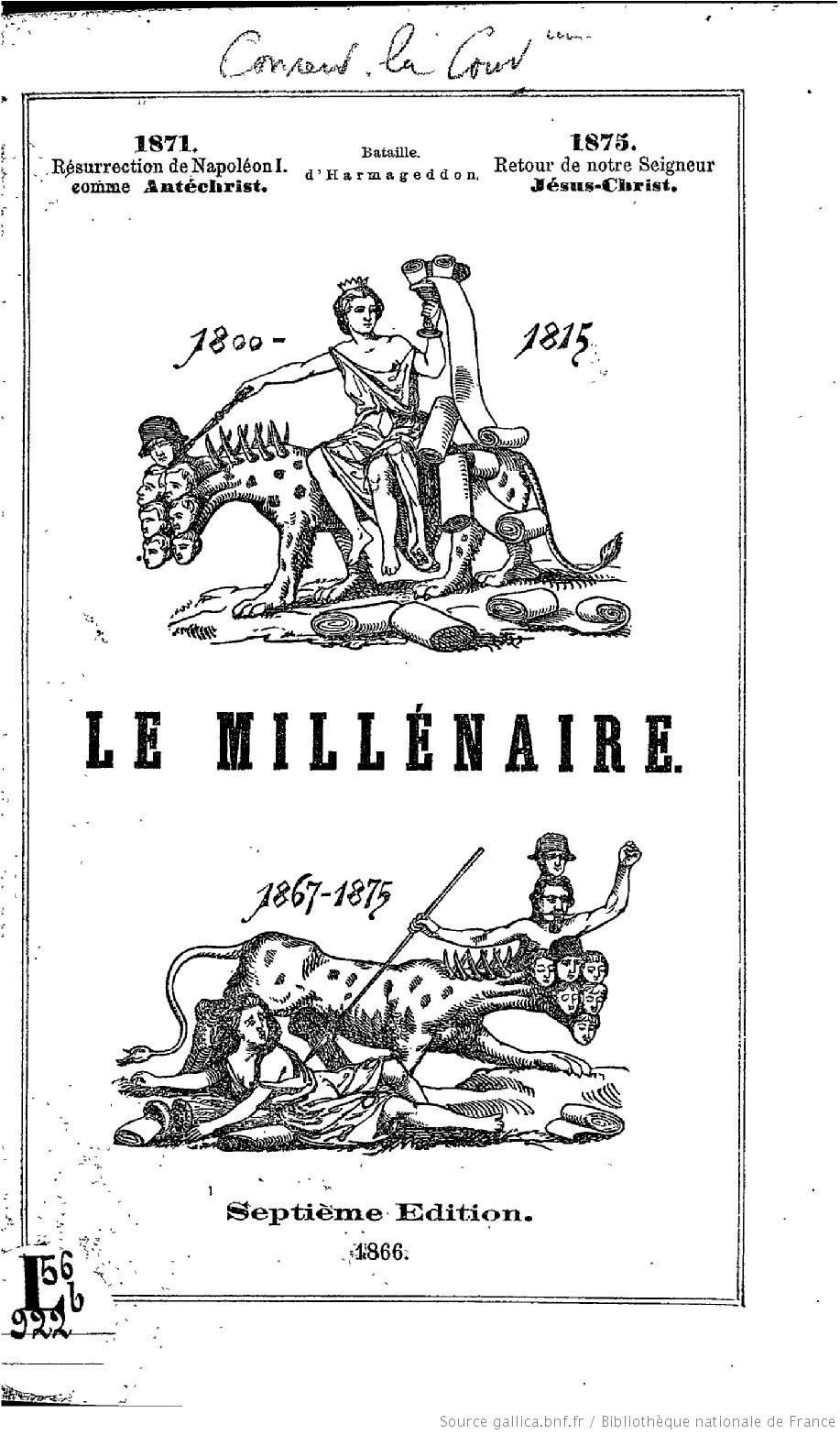
Deckblatt von Zimpels Pamphlet Le Millénaire („Das Jahrtausend“) von 1866

### Eisenbahnbau, Ingenieurswesen und Militaria
- Bildung und Führung einer Infanterie-Compagnie mit Bezugnahme auf das Preuß. Infant.-Regiment. Handbuch für Officiere, Berlin: Schlesinger 1828. Zweite Auflage, erweitert und neu hrsg. von Gustav von Griesheim. Schlesinger, Berlin 1835.
- Grundformeln für die zum Baue von Eisenbahnen, Straßen und Kanälen erforderliche Berechnung des Materiales und des Transportes desselben. In: Allgemeine Bauzeitung, 4. Jg. (1839), S. 228–231.
- Das Eisenbahnbauwesen von Nordamerika, England und anderen Ländern, practisch und populär dargestellt. L. Förster, Wien 1840.[46]
  - Textband (Google)
  - Atlasband: Atlas zu Zimpel’s Eisenbahnbauwesen (Digitalisat der Universitäts- und Landesbibliothek Darmstadt).
- mit Johann Maehrlen: Beleuchtung des Stuttgarter Bahnhof-Projektes, nebst einem technischen Gutachten des Civilingenieur [sic!] C. Fr. Zimpel. F. H. Köhler, Stuttgart 1844 (Google)
- Plan d’un chemin de fer de Jaffa a Jerusalem par Dr. Chas. F. Zimpel, Constantinople, October 1864 [topographische Karte], Artistische Anstalt von Franz Malté, Stuttgart 1864 (National Library of Israel online)
- Straßen-Verbindung des Mittelländischen mit dem Todten Meere und Damascus über Jerusalem, mit Heranziehung von Bethlehem, Hebron, Tiberias, Nazareth etc. Mit einem Plane. H. L. Brönner, Frankfurt am Main 1865 (Google)
  - Engl. Ausgabe: Railway between the Mediterranean, the Dead Sea, and Damascus, by Way of Jerusalem, with Branches to Bethlehem, Hebron, Nablous, Nazareth, and Tiberias. With a Large Map, based upon the First Actual Survey. G. J. Stevenson, London 1865.
  - Franz. Ausgabe: Plan d’un chemin de fer de Jaffa à Jerusalem. Stuttgart 1865.

### Mitteilungen aus der Levante (h. Syrien, Libanon)
- „Nossarier und Ansarier“, Das Ausland (Stuttgart), Nr. 6 vom 7. Januar 1850, S. 21 f.
- „Der Tempel zu Hossn Sphyre“, Das Ausland (Stuttgart), Nr. 15 vom 17. Januar 1850, S. 57.
- „Baalbek“, Das Ausland (Stuttgart), Nr. 29 vom 2. Februar 1850, S. 113 f.; Nr. 30 vom 4. Februar 1850, S. 119.
- „Assassinen-Castel Kalaat el Alaid Sajuhm (Sahium) 8 Stunden Ritt östlich von Ladakia“, Nr. 33 vom 7. Februar 1850, S. 129 f.

### Medizinisches und Verwandtes
- „Beiträge zur Aetiologie des gelben Fiebers“, Jenaische Annalen für Physiologie und Medicin 1 (Jena 1850), S. 68–82 (= Auszug aus Zimpels Doktorarbeit, die er an der Medizin. Fakultät in Jena vorgelegt hatte)
- Beiträge zum gelben Fieber, Meran 1850
- Leitfaden für angehende Homöopathen, Stuttgart 1852
  - Zweite, vollständig umgearbeitete und bedeutend vermehrte Auflage, Stuttgart: E. Schweizerbart 1858 (Google)
- Die Reibungs-Elektrizität in Verbindung mit Imponderabilien als Heilmittel. Nach dem System von C. Beckensteiner . Stuttgart: E. Schweizerbart'sche Verlagshandlung 1859 (Google / BSB München)
- Selbsthülfe für Jedermann durch Galvanismus und Magnet-Elektrizität in den allermeisten sowohl akuten als chronischen Krankheiten, mit einem Anhange enthalten eine Sammlung auserlesener Rezepte von theilweise sehr merkwürdigen Geheimmitteln und einige praktische Bemerkungen über den Harn als Erkennungszeichen verschiedener Krankheiten, Schaffhausen: Commissions-Verlag der Brodtmann'schen Buchhandlung 1861
- Die Vegetabilische Elektrizität zu Heilzwecken und die Homöopathisch-vegetabilischen heilmittel des Grafen Cesare Mattei, Leipzig: Dr. Willmar Schwabe 1869
  - Spätere, überarbeitete und vermehrte Ausgabe: Dr. Zimpels Allerneuestes Heilsystem als Fortsetzung seiner Vegetabilischen Elektrizität für Heilzwecke und dessen Sieben innerliche, spagyrische, meist vegetabilische und homöopathische Heilmittel sowie einige spezielle Mittel. Göppingen: Verlag der Homöopathischen Zentralapotheke
- Der medizinische Haus-Schatz. Neue und alte Heilmittel für Jedermann. Mit besonderer Rücksicht auf die Ars Spagyrica, und deren Anwendung zur Bereitung von außerordentlichen medizinischen Geheimmitteln nebst einigen Anmerkungen über die Universalmedizin der Hermetik . Bern: J. Heuberger, 1870 (Google)
- Gesundheits- und Sittenlehre, Wien: Selbstverlag des Verfassers 1871

### Religiöse Schriften und Jerusalem-Studien
- Die Israeliten in Jerusalem. Eine Denkschrift gewidmet allen Israeliten, Stuttgart: E. Schweizerbart 1852 (Google)
- Plan von Jerusalem mit Darstellung aller Wege, welche unser Herr Jesus Christus waehrend Seiner Leidenstage zurueckgelegt... : Basirt auf den Plan von den englischen Marine Lieutenants Aldrich u. Seymonds, den Geschichtsschreiber Flav. Josephus u. A.C. Emmerich . Von Charles Franz Zimpel, Edward Aldrich, John Frederick Anthony Symonds, Flavius Josephus, Anna Katharina Emmerich. Stuttgart, 1853
- Neue örtliche topographische Beleuchtung der heiligen Weltstadt Jerusalem, mit besonderer Rücksicht auf die Leidenstage unseres Herrn Jesu Christi und die Identität der heiligen Orte daselbst, nebst Anleitung zur bequemsten und billigsten Reise nach Jerusalem. Mit einem topographischen Plan von Jerusalem, basirt auf die neuesten Messungen englischer Marineofficiere, und den Geschichtsschreiber Flavius Josephus u.s.w., Stuttgart: E. Schweizerbart, 1853 (Google)
- Le commandement de la Loi et du témoignage pour les douze tribus de toute la Maison d'Israël nommés Israélites chrétiens, o. O. 1855
- Welche Zeit is es? oder Erkennungszeichen für das Kommen des Herrn, Frankfurt: H.L. Brönner 1858
- Die Offenbarung Johannis. Ein Versuch zum Verständniss dieses biblischen Buches ... von Dr. C. A. Berkholz. [With the text.] . Von Christian August Berkholz und Charles Franz Zimpel. Riga, 1860
- Die Oster-Feier der deutschen Glieder des heiligen Bundes als Theile der 144000 oder der Gemeinde von Philadelphia, Schaffhausen: Commissions-Verlag der Brodtmann'schen Buchhandlung 1860 (Google)
- Zeitgemäße Volks-Erklärung der Offenbarung Johannis. 1860. Mit zwei Anhängen die Psalmen 110, 45 und 72, mit ihren entsprechenden Erklärungen und einigen Bemerkungen über die Eigenschaften der Zahlen, Schaffhausen: Commissions-Verlag der Brodtmann'schen Buchhandlung 1860
- Das Sonnenweib nebst einem Schlüssel zum richtigen Verständniß der Bibel und einer Gottesreichs-Tabelle, welche eine Synoptische Tabelle zur Offenbarung St. Johannis als integrirenden Theil umfaßt; und eine Gebetsformel als Anhang, Frankfurt: Heinrich Ludwig Brönner 1861
- Erschaffungsgrund der Menschen oder Das Buch Ruth in seinem geistigen Sinne. Ein Festbüchlein für Neuvermählte, Schaffhausen: Commissions-Verlag der Brodtmann'schen Buchhandlung 1861 (Google)
- Mahnruf an die ganze Christenheit und nicht minder die Juden zur Befreiung von Jerusalem, Frankfurt: H. L. Brönner 1865 (Google)
  - Engl. Ausgabe: An Appeal to all Christians and the Jewish Nation to Liberate Jerusalem, London: G. J. Stevenson 1865
  - Franz. Ausgabe: Appel à la Chrétienté tout entière, ainsi qu'aux Israëlites, pour la délivrance de Jérusalem, Frankfurt: H. L. Bronner 1865 (Google) (Gallica)
- Millenium Zimpli: Auszug aus seinem: (1.) Die XIte Stunde mit dem Antichrist, oder Entsiegelung von Dan. XI.,... ; (2.) Volkserklärung der Offenbarung St. Johannis, Frankfurt: Selbstverlag des Verfassers 1866
  - Franz. Ausgabe: Le Millénaire. Extrait des deux ouvrages du docteur Zimpel: 1. "La XIe heure avec l'Antéchrist, ou Dévoilement du XIe chapitre de Daniel, 2. "Explication populaire de l'Apocalypse de saint Jean", Frankfurt: C. Winter 1866 (Google) (Gallica)
- Fürst und Exfürst, Frankfurt 1867
- Darf der Christ den Tag des Herrn bestimmen? Biblisch beleuchtet, Frankfurt: Selbstverlag des Verfassers 1866
- Das Hohelied Salomonis : mit besonderer Rücksicht der gegenwärtigen Zeit und der hohen Bedeutung von K. 6, 8. ; die Eine betreffend, ausgelegt, Hamburg, 1868
- Wer ist die Eine des Hohenliedes? ...; Mit einem Gebet der Einen und Erläuterung über die innere Einkehr, Hamburg: Selbstverlag des Verfassers 1868
- Das entsiegelte Buch der größten Geheimnisse, Offenbarungen etc., Frankfurt 1871

### Herausgegebene oder übersetzte Werke
- Die Jugend-Geschichte unseres Herrn Jesu Christi. Kundgegeben durch einen vom Herrn Selbst dazu erwählten Knecht und Schreiber in dem Jahre 1843 ff. Mit einem Vorwort versehen und zum Druck befördert durch Chas. F. Zimpel, Stuttgart: E. Schweizerbart 1852
- [Jakob Lorber:] Geschichte der Urschöpfung der Geister- und Sinnen-Welt und im Verfolge die Geschichte der Urpatriarchen, von Adam bis Abraham, oder Haushaltung Gottes … Mit einem unterm 9. Mai 1851 vom Herrn genehmigten Vorwort versehen und zum Druck befördert durch Chas. F. Zimpel, Stuttgart: E. Schweizerbart'sche Verlagshandlung 1852
- [Jakob Lorber:] Naturgemässe und spirituelle Verhältnisse des Mondes, mit einem Nachtrage über das magnetische Fluidum und einem Vorworte über den eigentlichen Sinn von St. Matth. XXIV, 30 und dem geistigen Frühling. Für Astronomen, Gelehrte und ein wißbegieriges Publicum im Allgemeinen. Mit einer Vorrede versehen und zum Druck befördert durch Chas. F. Zimpel, Stuttgart: E. Schweizerbart'sche Verlagshandlung 1852 (Google)
- [Arthur Lutze:] La Vaccination est non-seulement inutile, mais dangereuse, fait qui est prouvé par les tables statistiques et les autorités les plus célèbres. Avertissement adressé à toutes les puissances, par Arthur Lutze.Traduction fidèle, d'après l'original, munie d'une préface et publiée par Chas. J. Zimpel, Pau: Imprimerie Veronese 1855 (Google) = Übersetzung von Lutzes Die Schutzpocken-Impfung völlig unnütz und Verderben bringend: Aus statistischen Tabellen und durch die berühmtesten Autoritäten nachgewiesen. Ein Mahnruf, allen Staatsgewalten ans Herz gelegt, Dessau 1854 (MDZ München)
- Das Gebot des Gesetzes und des Zeugnisses für die 12 Stämme des ganzen Hauses Israels, genannt Christliche Israeliten. Aus dem Englischen durch Ch. F. Zimpel, Stuttgart 1855

## Belege
1. ↑  Helmstädter, „Carl-Friedrich Zimpel “ (1990), S. 274.
2. 1 2  Cuique suum. In: Preußische Wehr-Zeitung. Militairische Zeitschrift. Nr. 565, 15. Januar 1854, S. 3585.
3. ↑  U.a. die Bank of Orleans, die Banks Arcade, das Bishop’s City Hotel und das Gebäude der New Orleans Cotton Press. Er war auch für den Umbau des örtlichen Charity Hospital verantwortlich. Siehe auch Benjamin Moore Norman, Norman's New Orleans and Environs: Containing a Brief Historical Sketch of the Territory and State of Louisiana, and the city of New Orleans, New Orleans 1845, S. 152 f.
4. ↑  ZIMPEL, Charles F. In: Dictionary of Louisiana Biography. The Louisiana Historical Association (LHA), archiviert vom Original (nicht mehr online verfügbar) am 17. Oktober 2021; abgerufen am 25. November 2020 (englisch).  Info: Der Archivlink wurde automatisch eingesetzt und noch nicht geprüft. Bitte prüfe Original- und Archivlink gemäß Anleitung und entferne dann diesen Hinweis.
5. ↑  John Smith Kendall: History of New Orleans, Band 2, Chicago – New York 1922, S. 750.
6. ↑  Alfred E. Lemmon, John T. Magill, Jason R. Wiese (Hg.): Charting Louisiana. Five Hundred Years of Maps, New Orleans: The Historica New Orleans Collection 2003, S. 300.
7. ↑  R. Christopher Goodwin u. a.: Cultural Resources Survey and Archeological Inventory of the Proposed Carrollton Revetment Project, Orleans Parish, Louisiana, Phase 1. Band 1 von 2: Final Report: November 2004, U.S. Army Corps of Engineers, New Orleans District, 2004, S. 50.
8. ↑  Charles F. Zimpel: Topographical Map of New Orleans and its Vicinity. In: The Historic New Orleans Collection: Maps from the Historic New Orleans Collection. Louisiana Digital Library (LDL), abgerufen am 25. November 2020 (englisch).
9. ↑  Ted Birkedal (Hrsg.): Historical and Archeological Investigations at the Chalmette Battlefield, Jean Lafitte Historical Park and Preserve. U.S. Army Corps of Engineers, New Orleans District, New Orleans 2009, S. 566 u.ö.
10. ↑  Alfred E. Lemmon, John T. Magill, Jason R. Wiese (Hg.): Charting Louisiana. Five Hundred Years of Maps, New Orleans: The Historica New Orleans Collection 2003, S. 359.
11. ↑  Ellen Terrell: Charles Zimpel: Architect, Surveyor, Businessman | Inside Adams. 24. September 2018, abgerufen am 19. Februar 2024.
12. ↑  R. Stephanie Bruno: Things aren't all simple on New Orleans' Zimpel Street. In: NOLA.com. 18. Juli 2009, abgerufen am 24. November 2020 (englisch).
13. ↑  John Smith Kendall: History of New Orleans, Band 2, Chicago – New York 1922, S. 752.
14. ↑  William R. Mitchell Jr., James R. Lockhart: Classic New Orleans, New Orleans – Savannah 1993, S. 214.
15. ↑  Journal of the Franklin Institute of the State of Pennsylvania; Devoted to the Mechanic Arts, Manufactures, General Science, and the Recording of American and Other Patented Inventions (hg. von Th. P. Jones), Band 9 (New Series), Philadelphia 1832, S. 233.
16. 1 2  Zimpel, „Beiträge zur Aetiologie des gelben Fiebers“ (1850), S. 69.
17. ↑  Transcriptions of Parish Records of Louisiana. Jefferson Parish (Gretna): Series 1, Police Jury Minutes, New Orleans: Louisiana Historical Records Survey, S. 131.
18. ↑  „Slidell v. McCoy's Exeutor“, in: Thomas Curry, Reports of Cases Argued and Determined in the Supreme Court of the State of Louisiana, Band 15 (New Orleans 1841), S. 340 ff.; Thomas Curry, Reports of Cases Argued and Determined in the Supreme Court of the State of Louisiana, Band 8 (New Orleans 1854), S. 218 ff. – „Charles Fortier v. Charles F. Zimpel“ (1851), in: William W. King, Reports of Cases Argued and Determined in the Supreme Court of the State of Louisiana, Band 6 (New Orleans 1851), S. 53 ff.
19. ↑  Zimpel, Eisenbahnbauwesen (1840), S. III.
20. ↑  Wiener Zeitung, Nr. 84 vom 11. April 1838, S. 533
21. ↑  Allgemeine Bauzeitung, 4. Jg. (Wien 1839), S. 228; Brünner Zeitung der k.k. priv. mähr. Lehenbank, Nr. 208 vom 31. Juli 1839, S. 508; Kais. Königl. Schlesische Troppauer-Zeitung, Nr. 89 vom 8. November 1839, S. 1114.
22. ↑  Zimpel, Eisenbahnbauwesen (1840), S. III.
23. ↑  Beschreibender Katalog des k.k. historischen Museums der österreichischen Eisenbahnen, Wien: Verlag des k.k. histor. Museums der österr. Eisenbahnen, 1902, S. 586.
24. ↑  Intelligenzblatt zur Klagenfurter Zeitung, Nr. 52 vom 30. Juni 1839, S. 888
25. ↑  Hermann Strach (Hg.), Geschichte der Eisenbahnen der Oesterreichisch-ungarischen Monarchie, Band I, Teil I, Wien: K. Prochaska 1898, S. 178.
26. ↑  Der Ungar, Nr. 216 vom 20. September 1842, S. 994
27. ↑  F. Minsberg: Geschichte der Stadt und Festung Groß-Glogau. Band 2. Glogau 1853, S. 384 f.
28. ↑  Beschreibender Katalog des k.k. historischen Museums der österreichischen Eisenbahnen, Wien: Verlag des k.k. histor. Museums der österr. Eisenbahnen, 1902, S. 603.
29. ↑  Illustrirte Zeitung (Leipzig), Nr. 73 vom 23. November 1844, S. 326
30. ↑  Allgemeine Bauzeitung, 9. Jg. (Wien 1844), S. 135.
31. ↑  Kais.Königl. Schlesische Troppauer Zeitung, Nr. 63 vom 5. August 1844, S. 667.
32. ↑  Preßburger Zeitung, Nr. 26 vom 4. März 1846, S. 162
33. ↑  Beilage zur Allgemeinen Zeitung (München), Nr. 23 vom 23. Januar 1846, S. 152.
34. ↑  Carl Munde: Memoiren eines Wasserarztes. Band 2. Arnoldische Buchhandlung, Dresden / Leipzig 1844, S. 133.
35. ↑  Axel Helmstädter schreibt in seinen Studien über Zimpel, dieser habe bereits gegen Ende 1843 seine Tätigkeit als Ingenieur aufgegeben. Die zeitgenössische Presse berichtet aber bis ins Jahr 1846 über seine Ämter und Aktivitäten im Rahmen der ungarischen wie auch der niederschlesischen Bahn.
36. ↑  Deutsche Allgemeine Zeitung (Leipzig), Nr. 217 vom 5. August 1846, S. 1974.
37. ↑  Deutsche Allgemeine Zeitung (Leipzig), Nr. 226 vom 14. August 1846, S. 2045.
38. ↑  John Barker, Syria and Egypt under the Last Five Sultans of Turkey: Being Experiences, During Fifty Years of Mr. Consul-General Barker. Chiefly from his Letters and Journals, Edited by His Son, Edward B. B. Barker, Her Majesty's Consul, Band II, London 1876, S. 275.
39. ↑  Als Fußnote in Zimpel, „Beiträge zur Aetiologie des gelben Fiebers“ (1850), S. 68 f.
40. ↑  Siehe den Bericht der Londoner Syro-Egyptian Society von der Sitzung am 8. Januar 1850, wo Zimpel über seine Reisen im Libanon und in Syrien vortrug: British Medical Times, Band 21, Nummer vom Januar 1850, S. 47, und daraus übernommen die deutsche Mitteilung „Dr. Zimpel, Bericht über seine neulichen Reisen in Syrien, vorgetragen in der Syrisch-Egyptischen Gesellschaft am 8. Januar 1850“, Zeitschrift für die gesammte Medicin (Hg. F.W. Oppenheim), Band 43 (Hamburg 1850), S. 150 f.
41. ↑  Siehe beispielsweise die Angaben in „Beiträge zur Aetiologie des gelben Fiebers“ (mit biograph. Notiz von 1849) sowie die Titelblätter von Geschichte der Urschöpfung der Geister- und Sinnen-Welt (1852, datiert auf den Mai 1851) und Naturgemässe und spirituelle Verhältnisse des Mondes(1852, im Vorwort datiert auf den Oktober 1851).
42. ↑  Zimpel, „Beiträge zur Aetiologie des gelben Fiebers“ (1850), S. 68.
43. ↑  Alles Vorgenannte ist erwähnt in seinem Bericht „Assassinen-Castel Kalaat el Alaid Sajuhm (Sahium) 8 Stunden Ritt östlich von Ladakia“ (1850), S. 129.
44. ↑  Fremden-Blatt (Wien), Nr. 175 vom 25. Juli 1849, nicht paginiert.
45. ↑  Axel Helmstädter: Spagyrische Arzneimittel: Pharmazie und Alchemie der Neuzeit. Stuttgart: Wiss. Verl.-Ges., 1990, S. 136–138, S. 155–163
46. ↑  Das Buch wurde schon 1839 vom Verlag beworben, etwa in der Allgemeinen Bauzeitung, 4. Jg. (1839), S. 241 f. In anderen deutschsprachigen Zeitung finden sich Werbeanzeigen für dieses Buch ab dem März 1840.

| Personendaten    | Personendaten                |
| ---------------- | ---------------------------- |
| NAME             | Zimpel, Carl-Friedrich       |
| ALTERNATIVNAMEN  | Zimpel, Charles Franz        |
| KURZBESCHREIBUNG | deutscher Esoteriker         |
| GEBURTSDATUM     | 11. Dezember 1801            |
| GEBURTSORT       | Sprottau, Niederschlesien    |
| STERBEDATUM      | 26. Juni 1879                |
| STERBEORT        | Pozzuoli, Kampanien, Italien |